# Canariphantes naili
Canariphantes naili là một loài nhện trong họ Linyphiidae.
Loài này thuộc chi Canariphantes. Canariphantes naili được Robert Bosmans & Bouragba miêu tả năm 1992.